# Grande aiguille de la Bérarde
Pour les articles homonymes, voir Grande aiguille (homonymie).
La Grande aiguille de la Bérarde (3 421 mètres) domine de plus de 1 700 mètres le village de la Bérarde en Isère. Sa voie normale en été est cotée PD (peu difficile).
En hiver et au printemps, son versant nord présente un itinéraire de ski alpinisme de haut niveau skié la première fois en 1971 par Alain Charbonnier et régulièrement répété chaque année.
Des itinéraires d'escalade ont été ouverts, notamment par Pierre Chapoutot, sur ce versant nord.